# Panorpa mixteca
Panorpa mixteca is een insect uit de orde van de schorpioenvliegen (Mecoptera), familie van de schorpioenvliegen (Panorpidae). De wetenschappelijke naam van de soort is voor het eerst geldig gepubliceerd door Bicha in 2006.
De soort komt voor in Mexico (Oaxaca).